# BB 4600
Les BB 4600 sont une série d'anciennes locomotives électriques de la Compagnie du Midi, intégrées aux effectifs de la SNCF à la nationalisation de 1938. Elles sont très proches des BB 4100 et ont d'ailleurs fait l'objet de modifications croisées entre les deux séries.
Elles constituent la deuxième génération de BB Midi.

## Série
Construites à 50 exemplaires au début, leur effectif fut ensuite renforcé par la transformation de BB 4100, ainsi que le remplacement des deux machine amorties (BB 4608 et 4637). Le nombre d'engins modifiés et construits étant supérieur à la tranche 4600, certaines furent numérotées dans la tranche 4500.

## Services
Les BB 4600 sont livrées à la Compagnie du Midi en 1929 et 1930. Les BB 4600 assurent une partie du trafic voyageurs sur les grandes lignes du réseau : Bordeaux - Irun, Dax - Toulouse et sur le raccordement Puyôo - Bayonne. Pendant la Seconde Guerre mondiale, les BB 4608 et 4637 de Bordeaux sont détruites lors des bombardements.
Avec la livraison à la SNCF des BB 8100 et BB 300, les BB 4600 sont donc cantonnées sur des trains omnibus (entre Bordeaux et Arcachon par exemple), des trains supplémentaires ou des trains de pèlerins vers Lourdes.
Dans les années 1950, la SNCF qui souhaite augmenter la vitesse des trains de marchandises, choisit les BB 4600 pour cela. Elle transforme également des BB 4100 en BB 4600. 
Des BB 4600 sont essayées aux manœuvres dans les dépôts. Elles sont utilisées pour le remisage et la formation des rames, aux remontes entre les chantiers et les gares et dans les triages RA de Juvisy et de Brétigny. Ce n'est pas un franc succès : elles sont victimes de nombreuses avaries. Les autres BB 4600 sont transformées en BB 4100 pour reprendre un service marchandises sur la ligne des Causses.
Les dernières d'entre elles sont radiées en 1984.

## Machines conservées (2014)
- BB 4606 (devenue BB 4175) à Pamiers, mais démantelée depuis.

## Modélisme
Les BB 4100 et 4600 ont été reproduites en HO par la firme Roco.